# Люсі Джонс
Люсі Джонс (англ. Lucie Jones; нар. 20 березня 1991, Кардіфф, Уельс) — валлійська співачка, акторка та модель. Представниця Великої Британії на Євробаченні 2017 в Києві з піснею «Never Give Up on You».

## Життя і кар'єра
Люсі народилася в передмісті Кардіффа. Була частиною скаутського руху Кардіффа і в 2007 брала участь у міжнародному скаутському зльоті Джемборі.

### Х-Фактор
Брала участь у 6 сезоні проекту Х-Фактор у Великій Британії. Вона пройшла в прямі ефіри. У першому ефірі виконала пісню Леони Льюїс «Footprints in the Sand». Вибула в 5-му ефірі, після того, як потрапила в номінацію разом з Jedward. Після того, як вона вибула, 1113 глядачів поскаржилися на канал, за фальсифікацію результатів на користь протилежної групи.
| Виступи і результати на Х-Факторі | Виступи і результати на Х-Факторі                         | Виступи і результати на Х-Факторі | Виступи і результати на Х-Факторі |
| Шоу                               | Вибрана пісня                                             | Тема                              | Результат                         |
| --------------------------------- | --------------------------------------------------------- | --------------------------------- | --------------------------------- |
| Прослуховування                   | «I Will Always Love You» — Whitney Houston                | Н/Д                               | Пройшла далі                      |
| Тренувальний табір (Шоу 1)        | «Hero» — Mariah Carey                                     | Н/Д                               | Пройшла далі                      |
| Тренувальний табір (Шоу 2)        | «Hurt» — Christina Aguilera                               | Н/Д                               | Пройшла далі                      |
| Будинки суддів                    | «Anything for You» — Gloria Estefan & Miami Sound Machine | Н/Д                               | Пройшла далі                      |
| Прямий ефір 1                     | «Footprints in the Sand» — Leona Lewis                    | Музичні герої                     | Пройшла (4-а)                     |
| Прямий ефір 2                     | «How Will I Know» — Whitney Houston                       | Діви                              | Пройшла (6-а)                     |
| Прямий ефір 3                     | «My Funny Valentine» — Ella Fitzgerald                    | Велика група                      | Пройшла (3-я)                     |
| Прямий ефір 4                     | «Sweet Child o' Mine» — Guns N' Roses                     | Рок                               | Пройшла (7-а)                     |
| Прямий ефір 5                     | «This Is Me» — Demi Lovato & Joe Jonas                    | Пісні з фільмів                   | У номінації (8-а)                 |
| Прямий ефір 5                     | «One Moment in Time» — Whitney Houston                    | Пісня за виживання                | Вибула (Восьме місце)             |

### Євробачення 2017
У січні було оголошено, що Люсі стала однією з 6 фіналістів британського національного відбору на Євробачення 2017. Один з авторів її пісні «Never Give Up on You» переможниця Євробачення 2013 Еммелі де Форест. 27 січня 2017 вона виграла національний відбір і тепер буде представляти свою країну на Євробаченні 2017 в Києві. Люсі виступала одразу в фіналі конкурсу, де за підсумками голосування посіла	15 місце.